# مرض النسيج الضام
مرض النسيج الضام (بالإنجليزية: Connective tissue disease)‏ أو مرض النسيج الضام الجهوزي. وهو مجموعة من الأمراض المناعية الذاتية. الإصابة الرئيسية تكون في النسيج الضام، وتتصف بمظاهر جلدية وجهازية واضحة.والنسيج الضام هو المادة الموجودة داخل الجسم، والتي تدعم العديد من أعضائه. وهو «الغراء الخلوي» الذي يعطي النسيج مظهره ويساعد في الحفاظ على متانته، ويساعد بعض هذه النسج على القيام بعمله. ويعد الغضروف والدهن من الأمثلة على الأنسجة الضامة.

## أنواع أمراض النسيج الضام
1-أمراض الغراء الوعائية الدموية(Collagen-vascular diseases):
في هذه المجموعة تحدث الأذية في النسيج الضام بسبب الارتكاس المناعي المعقد الذي بشمل المستضدات الذاتية المنشأ، وتشتمل هذه المجموعة: الذاتية الحمامية الجهازية ـ الحمي الرثوبة ـ التصلب الجهازي والتهاب الجلد والعضلات.
2-المجموعة الجينية (Genetic group): مثل تناذر اهلردانلوس.
3-المجموعة التنكسية (Degenerative group): مثل الاسقربوط والمران الشيخي.

## الأسباب
ويشار إلى الأمراض التي التهاب أو ضعف الكولاجين يميل إلى أن يحدث أيضا باسم أمراض الكولاجين. أمراض الأوعية الدموية. [1] .
يمكن للأمراض النسيج الضام لديهم مخاطر الميراث قوية أو ضعيفة، ويمكن أيضا أن تكون ناجمة عن عوامل بيئية. 
وهناك أكثر من مئتي اضطراب يؤثر في النسيج الضام. يحدث بعضها نتيجة للعدوى، مثل التهاب النسيج الخلوي تحت الجلد أو التهاب الهلل. ويمكن أن تسبب الإصابات اضطرابات النسج الضامة، كالندوب مثلا. ويكون بعضها خلقيا، مثل متلازمة إهلرـ دانلسون، ومتلازمة مارفان، وتكون العظم الناقص. ويبقى غيرها دون سبب واضح، مثل تصلب الجلد. إن لكل اضطراب أعراضه الخاصة، وهو يحتاج إلى علاج مختلف.. النسيج الضام هو نوع من الأنسجة البيولوجية واسعة المصفوفة خارج الخلية التي تدعم، وتحمي الأجهزة. هذه الأنسجة تشكل إطارا، أو صفوف، للجسم، وتتكون من اثنين من كبرى جزيئات البروتين الهيكلي: الكولاجين والإيلاستين. هناك العديد من أنواع مختلفة من بروتين الكولاجين في كل من أنسجة الجسم. الإيلاستين لديها القدرة على التمدد والعودة إلى الوضع الأصلي طول مثل أو الشريط المطاطي. الإيلاستين هو العنصر الرئيسي في الأربطة (الأنسجة التي تربط العظام مع العظام) والجلد. في المرضى الذين يعانون من أمراض النسيج الضام، فإنه من الشائع للالكولاجين والإيلاستين أن تصاب بالتهاب. تتميز العديد من الأمراض النسيج الضام غير طبيعية نشاط الجهاز المناعي مع التهاب في الأنسجة نتيجة لنظام المناعة الموجه ضد أنسجة الجسم الخاصة (المناعة الذاتية).

## موروثة اضطرابات النسيج الضام =
متلازمة مارفان - وهو مرض وراثي يسبب غير طبيعية fibrillin .
متلازمة إهلرز دانلوس -وهي خلل في تركيب الكولاجين (نوع I أو III) يؤدي التدهور التدريجي للكولاجين، مع أنواع مختلفة وتءثر على مواقع مختلفة في الجسم، مثل المفاصل، صمامات القلب، وجدران الجهاز، جدران hالشرايين.
تكون العظم الناقص(مرض هشاشة العظام) - الناجمة عن عدم كفاية إنتاج الكولاجين الطبيعي (في المقام الأول النوع الأول) لإنتاج صحية، وعظام قوية.
متلازمة ستكلر - تؤثر على الكولاجين (في المقام الأول من النوع الثاني والحادي عشر)، ويمكن أن يؤدي في مظهر مميز في الوجه، وتشوهات في العين، وفقدان السمع، ومشاكل في المفاصل.
متلازمة ألبورت - عبارة عن عيوب في الكولاجين (في النوع الرابع)، ينتشر في الغشاء القاعدي الكلوي، الأذن الداخلية والعينين، مما يؤدي إلى التهاب كبيبات الكلى، وأمراض العين والسمع.
متلازمة بيلز وتعرف بأسم عنكبية الأصابع التقفعية الخلقية. وهوأقرب إلى متلازمة مارفان ولكن مع زيادة تقلصات الورك والركبة والمرفقين والكاحل والأذن المشتركة.
التهاب المفاصل الصدفي. هو أيضا أمراض الأوعية الدموية الكولاجين.
الاسقربوط- سببه نقص غذائي في فيتامين سيC ، مما يؤدي إلى تغيرات غير طبيعية في الكولاجين.

## وصلات خارجية
- Merck Manual: Musculoskeletal and connective tissue disorders
- Merck Manual: Inherited connective tissue disorders
- Arthritis Foundation
- The Myositis Foundation

http://www.kaahe.org/health/ar/400-أمراض-النسيج-الضام.html